# Edgardo Pagarigan
Edgardo Pagarigan (nascido em 11 de julho de 1958) é um ex-ciclista filipino. Ele representou seu país durante os Jogos Olímpicos de Verão de 1984, na prova de corrida por pontos.